# Basil Bennett
Basil Bennett (Dudley, 30 novembre 1894 – Maywood, 19 agosto 1938) è stato un martellista statunitense.

## Palmarès

### Olimpiadi
- Bronzo a Anversa 1920 nel lancio del martello.